# Mastododera rufosericans
Mastododera rufosericans är en skalbaggsart som beskrevs av Leon Fairmaire 1893. Mastododera rufosericans ingår i släktet Mastododera och familjen långhorningar. Inga underarter finns listade i Catalogue of Life.